# Esercito egizio
In tutto il lungo arco della storia dell'antico Egitto l'esercito ricoprì un ruolo rilevante nella struttura della società, adattandosi all'evoluzione del concetto di stato che caratterizzò quella cultura.
La civiltà egizia si concentrò lungo le regioni settentrionali del fiume Nilo (attuale Egitto, nell'Africa settentrionale orientale), coalizzandosi intorno al 3150 a.C. con l'unificazione politica dell'Alto e del Basso Egitto sotto il primo faraone e si sviluppò nei successivi tre millenni. La sua storia si è declinata in una serie di regni stabili, separati da periodi di relativa instabilità noti come "periodi intermedi". L'antico Egitto raggiunse il suo culmine durante il c.d. "Nuovo Regno", dopo di che entrò in un periodo di lento declino (c.d. "Periodo Tardo"), durante il quale fu conquistato da una successione di potenze straniere: Assiri, Babilonesi, Persiani, Greci. Il dominio dei faraoni terminò ufficialmente nel 31 a.C., quando l'Impero Romano conquistò l'Egitto e ne fece una provincia (30 a.C.).
Anche se le forze militari egiziane erano già ben presenti in fase antica (c.d. "Antico Regno" e "Medio Regno"), fu nel Nuovo Regno che l'armata del faraone raggiunse il suo apogeo tecnologico e strutturale.
Per gran parte della sua lunga storia, l'Egitto fu unificato sotto un unico governo. La principale preoccupazione militare per la nazione era quella di tenere lontani i nemici. Le aride pianure ed i deserti che lo circondavano erano infatti abitate da tribù nomadi che occasionalmente tentavano di razziare o stabilirsi nella fertile valle del Nilo. Tuttavia, le grandi distese del deserto costituivano una barriera che proteggeva la valle del fiume ed era quasi impossibile attraversarle con grandi eserciti. Gli egiziani costruirono fortezze e avamposti lungo i confini est e ovest del delta del Nilo, nel deserto orientale e nella Nubia a sud. Piccole guarnigioni potevano prevenire piccole incursioni ma se veniva rilevata una forza considerevole veniva inviato un messaggio per chiedere l'intervento dell'esercito vero e proprio. La maggior parte delle città egiziane, inoltre, mancavano di mura cittadine e di altre difese.
Tatticamente, l'armata egizia ha sempre preferito bersagliare il nemico con armi a distanza, a discapito delle cariche di sfondamento. Elemento iconico dell'armata egizia (seppur frutto delle evoluzioni tecnologiche maturate nel corso del Nuovo Regno causa la contaminazione con i "barbari" hyksos) fu il carro da guerra.
La storia dell'antico Egitto è divisa in tre "Regni" e tre "Periodi intermedi": durante i Regni, l'Egitto fu unificato sotto un unico governo; durante i Periodi intermedi il controllo del governo era nelle mani dei vari Nomi ("distretti") e/o di potentati stranieri. La geografia dell'Egitto garantiva al paese un prosperoso isolamento. Questa circostanza ha posto le basi per molte delle conquiste militari dell'Egitto.
Uno dei primi documenti che possediamo sulla storia dell'Egitto, la c.d. "Tavoletta di Narmer", descrive pittograficamente le guerre condotte dall'omonimo sovrano che portarono all'unione dell'Alto e Basso Egitto ed alla fase storica conosciuta come "Antico Regno".

## Esegesi delle fonti
Le fonti su cui possiamo basarci per ricostruire l'evoluzione e la struttura dell'esercito egizio, a parte oggetti come la c.d. "Tavoletta di Narmer" che rappresentano singole azioni belliche, sono: (i) testi biografici provenienti dalle tombe di militari o dei funzionari preposti a compiti di comando; (ii) stele confinarie poste a ricordare i punti di massima penetrazione in territorio straniero durante le fasi di espansione (es. durante i regni dei faraoni "conquistaori" come Sesostris III o Thutmose III); e, nel Nuovo Regno, (iii) i rilievi posti dai sovrani nei templi recanti veri e propri bollettini di guerra (es. il Merenptah di Ramesse II).

Le c.d. "Fonti Classiche", fond. lo storico greco Erodoto, sono invece scarsamente descrittive soprattutto della situazione più antica, e, comunque, scarsamente affidabili.

## Struttura ed evoluzione

### Origini
Al termine del c.d. Periodo Predinastico (Neolitico-3060 a.C.) il semi-leggendario faraone Menes (quasi unanimemente identificato con il sovrano storico Narmer) unificò con le armi il Basso e l'Alto Egitto, in una data intorno al 3000 a.C.. La Tavoletta di Narmer, il «primo documento storico al mondo» raffigura appunto il faraone Narmer (I dinastia) armato della mazza/scettro "Hedj" che abbatte un nemico.
Colui che sarebbe divenuto il "faraone" era al tempo il sovrano di uno dei tanti distretti ("nòmi", da cui il titolo di "nomarca" assegnato al loro sovrano/governatore) in cui l'Antico Egitto era diviso: molto probabilmente il VII nomo, gravitante intorno alla città di Abido, capitale dell'Alto Egitto. Come gli altri nomarchi, Narmer aveva ai suoi ordini un esercito di tipo "feudale", non professionista, equipaggiato con le medesime armi che sarebbero rimaste in uso per secoli durante la prima fase storico/"dinastica" egizia (v.si nel seguito), ma seppe servirsene per sottomettere gli altri re locali e per estendere la sua autorità sino al Sinai. La base del potere economico che sostenne questa spinta imperialista, chiamata dagli egittologi Periodo Protodinastico (3150-2686 a.C.), era molto probabilmente costituita dal monopolio detenuto da Narmer e successori (oltre che dai predecessori - v. Re Scorpione) sul fiorente sistema d'irrigazione che aveva permesso il sostentamento di una cultura nelle aride terre egiziane.

### Antico Regno
Durante l'Antico Regno (2700-2192 a.C.), l'esercito egizio mantenne la struttura feudale del Periodo Predinastico: i vari contingenti distrettuali erano forniti dai nomarchi, ormai formalmente sottomessi, al faraone che sarebbe stato da lì in avanti il capo supremo dell'esercito. Questi "Eserciti distrettuali" erano composti da contadini che avevano tra le loro corvée anche il servizio militare, di norma da svolgersi durante la stagione dell'inondazione, periodo in cui il lavoro nei campi era interrotto. Si trattava pertanto ancora di un esercito non professionista, la cui affidabilità dipendeva dalla cura postavi da parte del governatore che lo comandava e ne manteneva sostanzialmente il controllo e la cui fedeltà al faraone dipendeva dal controllo che il sovrano era in grado di esercitare suoi nomarchi.

Pur privi di un esercito professionista, i faraoni seppero in questo periodo costruirsi un impero. I nemici da affrontare erano a quel tempo: (i) i Libici ad ovest, di là dal Sahara; (ii) i Nubiani a sud; (iii) i Canaaniti a nord; e (iv) i nomarchi ribelli. Le operazioni consistevano primariamente nel contenimento di saccheggi perpetrati dalle popolazioni straniere e dal mantenimento di stabili confini imperiali. Fondamentale fu in tal senso la costruzione di una serie di fortilizi di presidio, la maggior parte ubicati lungo il Nilo (seppur già al tempo di Narmer venne realizzato un fortilizio nel Sinai, a Tel el-Sakan) ed in particolare a ridosso dei confini con la Nubia, unico vero avversario della nascente potenza egizia. Queste fortezze (molte delle quali sono oggi sommerse sotto il Lago Nasser) funsero da deterrente nei confronti dei barbari meridionali, scoraggiandone gli assalti (le fonti non riportano infatti menzione di significativi attacchi ai presidi di confini).
L'equipaggiamento dei soldati dell'Antico Regno non comprendeva l'armatura (unica protezione era lo scudo) e consisteva in svariate armi (lancia, clava, mazza, daga ma non spade vere e proprie). Primeggiava poi l'arco, ampiamente diffuso in Egitto sin dalla Preistoria. Seppur al tempo si trattasse di un'arma poco evoluta, a curvatura singola, difficile da utilizzare e di scarsa gittata, l'arco ricoprì un ruolo fondamentale nella cultura egizia e i "Nove archi" erano il simbolo tradizionale dei nemici dell'Egitto sin dal tempo di Djoser (III dinastia), impegnato in guerra contro i Nubiani, i cui temibili arcieri valsero alla loro terra il nome di "Ta-Seti" (it. "La terra dell'arco").

### Primo Periodo Intermedio

Stele raffigurante due coppie di arcieri (di diversa etnia), da Gebelein. Primo Periodo Intermedio, tra il 2118 e il 1980 a.C. Museo Egizio, Torino.

Non appena il potere del faraone venne meno, i nomarchi iniziarono ad usare le proprie truppe per aumentare il proprio potere, dando origine al c.d. Primo periodo intermedio (2192-2055 a.C.), una fase ancora ad oggi molto oscura nella storia dell'Egitto.

Il collasso del potere centrale (rappresentato dalla supremazia della capitale Menfi su altri centri di potere) cominciò con la VII dinastia e si protrasse durante tutta l'VIII. Si formò un nuovo centro di potere intorno al XX nomo (capitale Ha-Ninsu, "Eracleopoli", attuale Ihnasya el-Medina) che produsse una propria lista di regnanti: IX e X dinastia egizia. I sovrani eracleopolitani non riuscirono però ad estendere il loro dominio su tutto l'antico Impero: i nomarchi di Tebe (es. Intef) seppero conquistarsi abbastanza indipendenza da avviare una propria dinastia (XI dinastia egizia) che scalzò quella dei principi di Eracleopoli e riunificò l'Egitto; sussistette inoltre abbastanza spazio di manovra per capaci capi-guerra (v.si l'es. del nomarca Ankhtifi) che, formalmente sottomessi agli eracleopolitani, cercano di costruirsi propri regni.

Il peso politico e sociale della casta militare crebbe considerevolmente durante questo secolo e mezzo di caos, portando importanti evoluzioni che si manifestarono pienamente nel corso del successivo Medio Regno.

### Medio Regno
Le campagne militari del faraone Mentuhotep II (XI dinastia) contro i nomarchi del Delta del Nilo, la sua pacificazione della regione del Sinai e le sue spedizioni in terra nubiana, oltre la Seconda cataratta del Nilo segnarono la definitiva riaffermazione del potere centrale in Egitto e l'avvio del Medio Regno (2055-1650 a.C.).

Fu a questo punto che i faraoni avviarono una significativa modernizzazione del loro esercito, introducendo nell'ambito militare, sia la figura del militare di carriera (come fu l'egizio noto come Iker del quale è stata rinvenuta la sepoltura) sia il mercenario:
- il militare di carriera era un funzionario che risiedeva nelle città e che riceveva come "soldo" per il suo incarico l'usufrutto di un appezzamento di terra e braccianti (o prigionieri) per coltivarlo. L'incarico fu spesso ereditario andando così a creare una "casta militare". Contestualmente, nella corte del faraone iniziarono ad apparire i primi alti ufficiali "di carriera", non più scelti tra i membri della famiglia reale: es. il "supervisore delle truppe" Intef, attivo sotto Mentuhotep II, sontuosamente sepolto a Tebe (TT386);[21]
- i mercenari erano elementi di popoli confinanti stipendiati dal demanio (palestinesi; nubiani; e libici) talvolta prigionieri di guerra che spesso vennero insediati in particolari territori in vere e proprie "colonie militari".

Iniziarono anche ad essere costruiti i primi avamposti militari per garantire maggior presa e controllo sulla Nubia: già Mentuhotep II collocò una guarnigione nell'isola-fortezza di Elefantina. Il faraone Sesostri I (XII dinastia) superò la seconda cateratta del Nilo e penetrò in Nubia, facendovi erigere 13 fortezze tra cui il monumentale avamposto di Buhen, mentre il suo discendente Sesostri III, "Incarnazione dello spirito di Ra", occupò in pianta stabile la Nubia, fece erigere nuove fortezze e ristrutturando le precedenti (Buhen, Semna, ecc.).

La spinta imperialistica egizia non si limitò alle terre meridionali ma cominciò a premere sempre più anche verso Oriente: sempre Sesostri III fu il primo faraone a recarsi in Siria, dopo aver conquistato la città di Sichem (1870 a.C.) ed avviato l'egizianizzazione delle piccole dinastie dominanti in Libano.
Il Medio Regno fu poi caratterizzato dal ricorso sempre più massiccio a truppe mercenarie. Anzitutto i nubiani, molto apprezzati per la loro abilità come arcieri, arruolati con il nome di "Medjay" (forse originariamente una specifica tribù nomade). Sempre mercenari furono i semiti di origine palestinese che vennero insediati nel Delta del Nilo (le popolazioni che gli egizi dicevano essere comandate dai ḥq 3w ḫ3swt (heka kasut), it. "Principi dei paesi stranieri") e che, con il venire meno del potere centrale, iniziarono a governarsi da sole e poi estesero il loro controllo a buona parte dell'Egitto originando il Secondo Periodo Intermedio dell'Egitto o "Periodo Hyksos").

### Secondo Periodo Intermedio
Al termine della XII dinastia, l'Egitto entrò in un secolo travagliato (1650-1550 a.C.), venendo spartito tra conquistatori forestieri (fond. gli "hyksos" di origine semita e semitico-indoeuropea; e i nubiani del Regno di Kush) e sovrani autoctoni loro vassalli. Si sovrapposero in questo periodo 5 distinte dinastie: la XIII "egizia" rifugiatasi a Tebe; la XIV "egizia-hyksos" con capitale Xois (Delta del Nilo), regnante sul Basso Egitto; e la dominante XV dinastia dei c.d. "Grandi Hyksos" che da Avaris dominarono tutto l'Egitto; la XVI dinastia "egizio-hyksos" regnante sull'Alto Egitto; e la XVII dinastia egizia che, da Tebe, seppe gettare le basi per la successiva riconquista del potere.

Partendo da Tebe, i principi della XVII dinastia, guidati dal faraone Tao II, intrapresero un'ambiziosa guerra contro il re straniero, Ipepi, al fine di riconquistare i territori perduti. Sebbene la campagna di Tao II per espellere gli Hyksos dall'Egitto fallì ed egli stesso fu ucciso in battaglia, suo figlio, Kamose, lanciò un attacco su Avaris, la capitale dei Grandi Hyksos. Fu tuttavia il figlio minore, Ahmose I, che riuscì a riconquistare Avaris e ad espellere gli Hyksos dall'Egitto una volta per tutte, dando poi avvio alla XVIII dinastia egizia ed al c.d. "Nuovo Regno".
Seppur sia oggi oggetto di dibattito l'avvio della presenza hyksos in Egitto (invasione su vasta scala o migrazione più o meno pacifica facilitata dall'instabilità del potere centrale egizio) è fuor di dubbio che gli hyksos segnarono un punto di svolta nella storia militare egiziana, portando una nuova tattica bellica basata sull'uso sistematico del carro da guerra e nuovi equipaggiamenti (la spada-scure khopesh, la cotta di maglia, l'elmo in metallo, la punta metallica per le frecce, ecc.), provocando l'evoluzione dell'esercito egizio del Nuovo Regno.

### Nuovo Regno
Durante il Nuovo Regno (1550-1069 a.C.) si verificarono le evoluzioni tecnico-tattiche che plasmarono il "definitivo" esercito egizio tramite il quale i faraoni debellarono la minaccia degli hyksos dal Basso Egitto. Fondamentale fu l'introduzione del carro da guerra negli eserciti della XVIII dinastia: non una semplice copia del carro da guerra hyksos ma un'evoluzione, più agile ed efficiente, che garantì loro la supremazia sui popoli confinanti portando l'Impero all'apice della sua potenza sotto il faraone Thutmosi III. Sempre grazie alla contaminazione bellica degli hyksos, la panoplia egizia subì diverse migliorie: fondamentalmente l'introduzione dell'arco composito, della spada-scure khopesh (da lì in poi rappresentata anche nell'arte egizia e presto attributo di alcune divinità) e, a partire dalla XIX dinastia l'uso sistematico dell'armatura per i semplici militi oltre che per gli aristocratici.
Contestualmente alla ristrutturazione dell'apparato militare, mutò il ruolo dei militari nella società egizia. Il milite egizio divenne un professionista a discapito delle precedenti leve feudali. Un professionista tenuto a mantenere il controllo sui territori occupati (es. Nubia) e/o a guerreggiare lontano dalla patria, in Medioriente, ove i faraoni si scontrarono con le altre potenze dell'epoca: Mittani, Ittiti, Assiri e Babilonesi. Simili operazioni su larga scala necessitarono di un capillare apparato logistico e su una sistematica ripartizione degli effettivi: venne definita l'unità base della compagnia da 200/250 uomini, con battaglioni di 20 compagnia (circa 4000 uomini). Sin dal regno di Ramesse II si tornarono ad erigere fortezze limitanee, lungo i nuovi confini dell'impero, per controllare gli spostamenti delle popolazioni nemiche. Restò comunque in auge l'utilizzo di mercenari (Nubiani, Shardana, Libici, Canaaniti), massivo sotto il regno di Ramesse III, che spesso erano prigionieri di guerra riscattatisi dalla schiavitù con il servizio delle armi: es. i berberi Mashuash sconfitti da Ramesse III e da lui stanziati nel Medio Egitto.

### Terzo Periodo Intermedio
A partire dalla XXI dinastia, l'Egitto smise di fatto di essere un impero e si frantumò in una confederazione dei regni. A differenza dei precedenti Periodi Intermedi, durante questa fase (1069-664 a.C.) i nomarchi proclamatisi re non si scontrarono tra loro, tendendo invece ad intessere alleanze suggellate da alleanze matrimoniali e dalla comune affiliazione ai nuovi culti che prosperarono nel paese durante il periodo.
Il peso della casta militare crebbe durante questo periodo. Significativo fu il caso dei Mashuash stanziati da Ramesse III nel Medio Egitto che sfruttarono il loro peso politico nell'esercito per creare prima dei principati semi-indipendenti e per affermarsi poi quali faraoni della XXII dinastia. XXII, XXIII e XXIV dinastia regnarono insieme sull'Egitto salvo poi essere spazzate via dai Nubiani di Pianki che da sud avviò la riunificazione del paese fondando la XXV dinastia egizia. Gli eredi di Pianki proseguirono vittoriosamente la lotta contro i libici salvo poi dover fronteggiare la minaccia degli Assiri che, sotto Esarhaddon, sottomisero il Basso Egitto giungendo fino a Menfi (671 a.C.) e catturando membri della famiglia reale (v. "Stele della vittoria di Esarhaddon"). Sconfitti, i Nubiani ripiegarono nelle terre natie ove fondarono il Regno di Meroe.

### Periodo Tardo
Durante il Periodo Tardo (664-332 a.C.), l’Egitto perde la sua autonomia a causa del susseguirsi di occupazioni da parte di diverse popolazioni straniere ed allaccia relazioni sempre più solide con il mondo greco. Dopo aver conquistato l'indipendenza dagli Assiri sotto il faraone Psammetico I (653 a.C.), l'Egitto deve fronteggiare la spinta imperialista dei Babilonesi, respingendo Nabucodonosor II nel 568 a.C. salvo poi soccombere ai Persiani di Cambise II nel 526 a.C. Ormai soggetto al potere degli Achemenidi, l'Egitto entra nel complesso contesto delle "Guerre persiane" (499-479 a.C.) e delle successive Guerre della lega delio-attica (477-449 a.C.) per poi ritornare a essere indipendente nel 399 a.C. e di nuovo ridursi a satrapia persiana a partire dal 342 a.C. sino alla conquista da parte di Alessandro Magno nel 332 a.C.
In questa fase, sono nuovamente i mercenari, questa volta Greci, a costituire l'ossatura dell'esercito egizio. Rispetto al passato, i mercenari greci non sono ricompensati con l'assegnazione di terre e schiavi ma con l'oro (proprio per pagarli, il faraone dovrà ricorrere ad una monetazione stabile) e non trasferiscono le loro famiglie nella Valle del Nilo, cosa che li rende molto più soggetti ai cambiamenti di schieramento.

Il costante contatto con elementi stranieri nel Periodo Tardo apporta nuove evoluzioni all'arte bellica egiziana, tra le quali l'uso massiccio del ferro per la fabbricazione delle armi e l'introduzione della fanteria pesante (v. falange oplitica) e delle truppe di cavalleria.
A seguito della conquista macedone, l'esercito egizio, come ogni altro aspetto della cultura egiziana antica, fu pesantemente ellenizzato. L'armata del faraone divenne l'esercito tolemaico dal nome dei re ellenistici che governarono l'Antico Egitto dal 305 a.C. al 30 a.C. (fondando appunto l'Egitto tolemaico). Come la maggior parte degli altri eserciti dei Diadochi, l'esercito tolemaico era molto simile all'esercito macedone di Alessandro Magno: fanteria pesante armata di sarissa e schierata nella falange macedone ecc. Le armate dei Tolomei avrebbero dimostrato la loro superiorità contro le forze dei Seleucidi con la vittoria nella Battaglia di Rafah del 217 a.C. salvo poi cadere in una fase di profondo ristagno che spianò la strada alla conquista da parte di Roma al tempo della disputa tra Augusto e Marco Antonio.

## Organizzazione ed effettivi

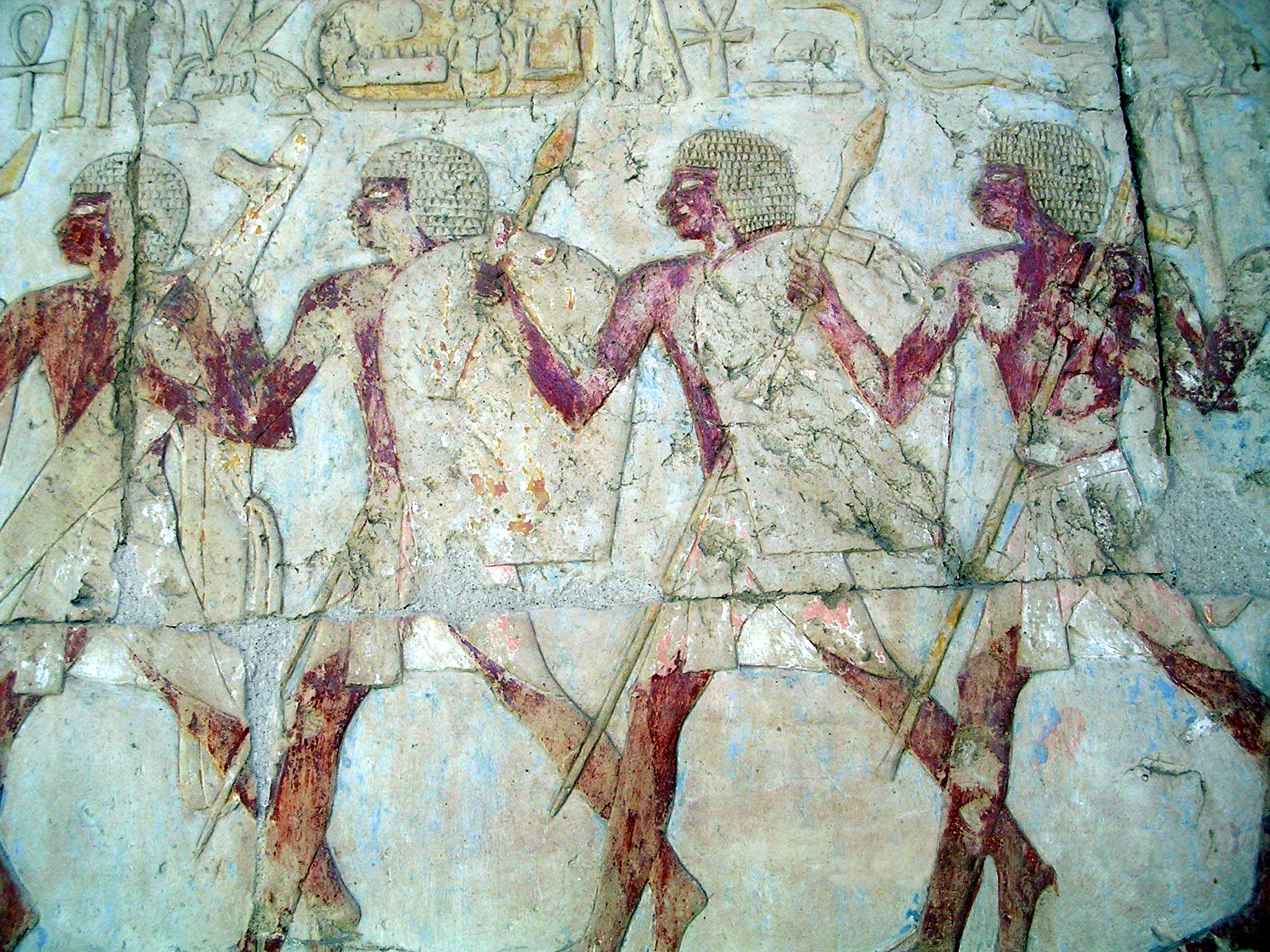
Fanti armati di giavellotto, ascia e scudo - rilievo del Tempio funerario di Hatshepsut a Deir el-Bahari.

Sovrano dell'Alto e del Basso Egitto, il faraone si trovava a comandare un esercito primariamente diviso tra truppe del Basso e dell'Alto Egitto. Gli effettivi erano ripartiti in 4 corpi d'armata, titolati agli dèi Ra, Amon, Ptah e Seth. Il faraone prendeva per sé il comando diretto dell'armata di Seth ed affidava a principi della casa reale il comando dei restanti corpi d'armata. Ogni comandante in capo procedeva poi a scegliere i propri capitani, articolando così la rete di comando discendente, tra i ranghi minori della famiglia reale e (a partire dal Medio Regno) tra i militari di carriera ed assoldava le truppe mercenarie che avrebbero agito di rinforzo ai suoi uomini.
L'esercito egizio era suddiviso in specifiche unità militari sin all'Antico Regno, ciò nonostante una vera e propria gerarchia militare apparve solo nel Medio Regno. Durante il Nuovo Regno le principali forze armate egizie erano: la fanteria, i carri da guerra e la marina militare.

### Fanteria
Il reclutamento della fanteria egizia era basato su un sistema misto di coscritti e volontari, tutti pagati sia che si trattasse di nativi sia che si trattasse di mercenari. Stando a quanto riportato da Erodoto, il militare egizio era ricompensato con 12 arure (circa 8 acri) di terra esentasse, mentre maggiori ricompense spettavano ai soldati al diretto comando del faraone.

Tra i mercenari figuravano: Nubiani (sin dall'Antico Regno), tra i quali si reclutava il corpo d'élite dei Medjay; Maryannu (Medio e Nuovo Regno); Shardana, Libici e Na-arn durante il Periodo Ramesside; Fenici, Cari e Greci (Periodo Tardo).

Esisteva un equilibrio simbiontico tra i carri e la fanteria, fondato sul reciproco supporto.

### Carri da guerra

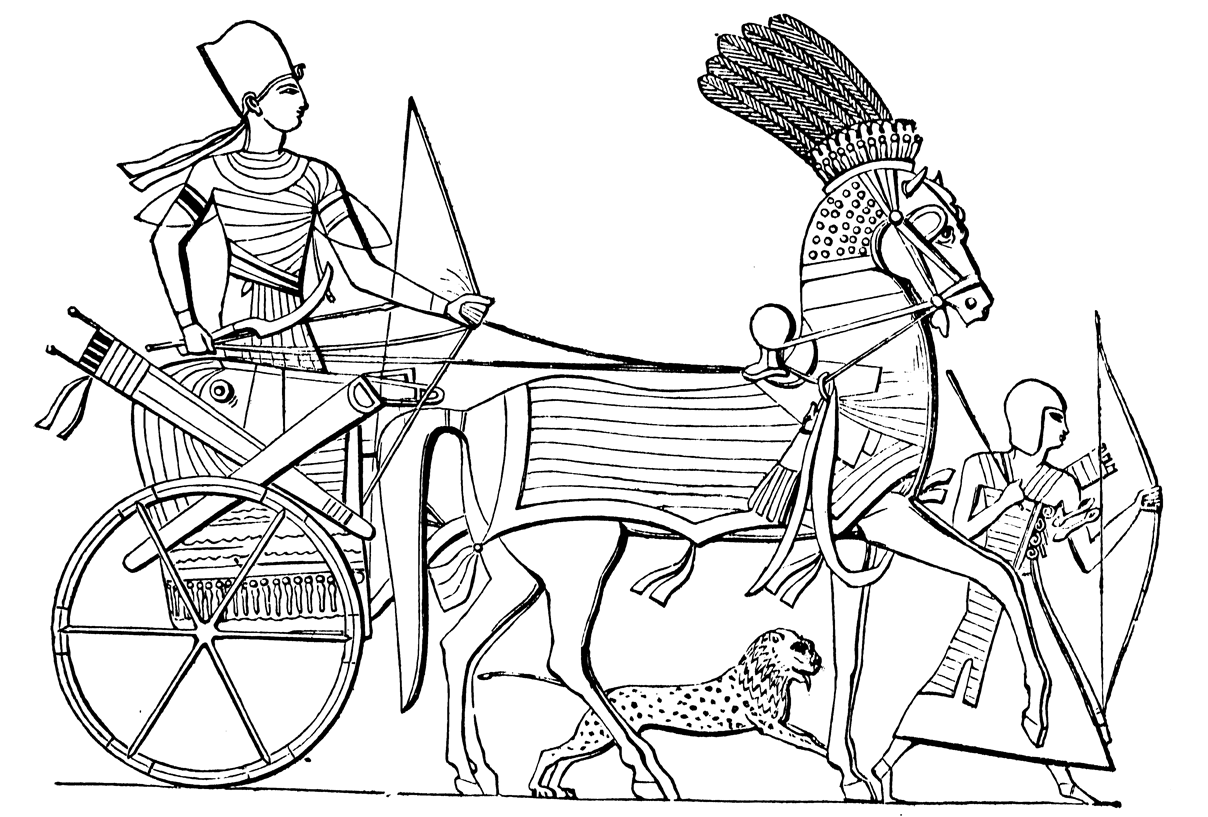
Carro da guerra del Faraone - ill. del XIX secolo.

I carri da guerra, originari del Medioriente, vennero introdotti nell'esercito egizio a seguito della contaminazione bellica con gli hyksos alla fine dell'omonimo periodo storico e divennero la spina dorsale delle forze armate del faraone al punto che il faraone, di norma, venne rappresentato combattere dal carro. I "carristi" erano tutti esponenti delle alte classi sociali egizie appositamente addestrati a questo tipo di lotta e costituivano un vero e proprio corpo d'élite. Il carro era, di fatto, una piattaforma mobile per scagliare proiettili contro il nemico. Trainato da cavalli, constava di un equipaggio di due uomini (a differenze degli Ittiti, famosi avversari degli Egizi, che equipaggiavano il carro con tre uomini): l'auriga che fungeva anche da scudiero ed il guerriero. Dei due, era il guerriero il soldato meglio equipaggiato e corazzato (con armatura a scaglie o armatura di pelle rinforzata da lamine di metallo, arco composito e giavellotti), mentre l'auriga doveva contentarsi dello scudo, portato principalmente per difendere il guerriero. Tutto l'equipaggio beneficiava comunque della protezione offerta dalle sponde del carro alla parte bassa del corpo che era quindi privo di armatura anche per il guerriero.
 
Da un punto di vista tattico, esisteva un equilibrio simbiontico tra i carri e la fanteria, fondato sul reciproco supporto.

### Marina militare

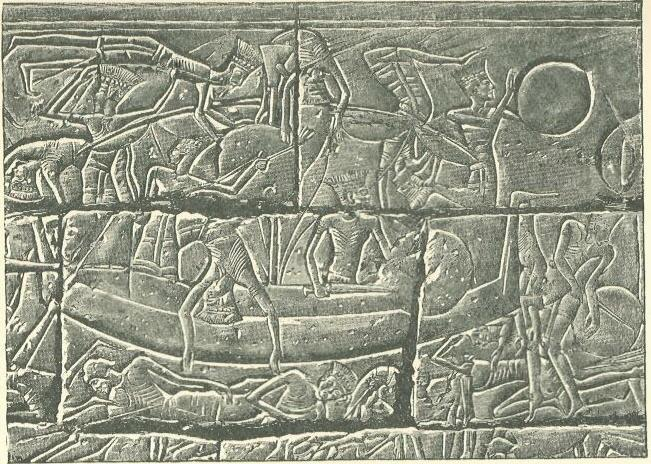
Raffigurazione della "Battaglia del Delta del Nilo" nel Tempio Funerario di Ramesse III a Medinet Habu.

Prima del Nuovo Regno, la marina aveva sempre giocato un ruolo fondamentale nella storia militare egizia: proprio perché i campi di battaglia dei faraoni erano sempre relativamente limitrofi al Nilo, le truppe vi venivano, logicamente, trasportate via acqua sin dall'Antico Regno. Il comando della flotta era appannaggio dei membri delle più alte classi sociali egizie e le prime insegne militari tattiche (eccezion fatta per le insegne dei nomi) furono insegne di unità navali.

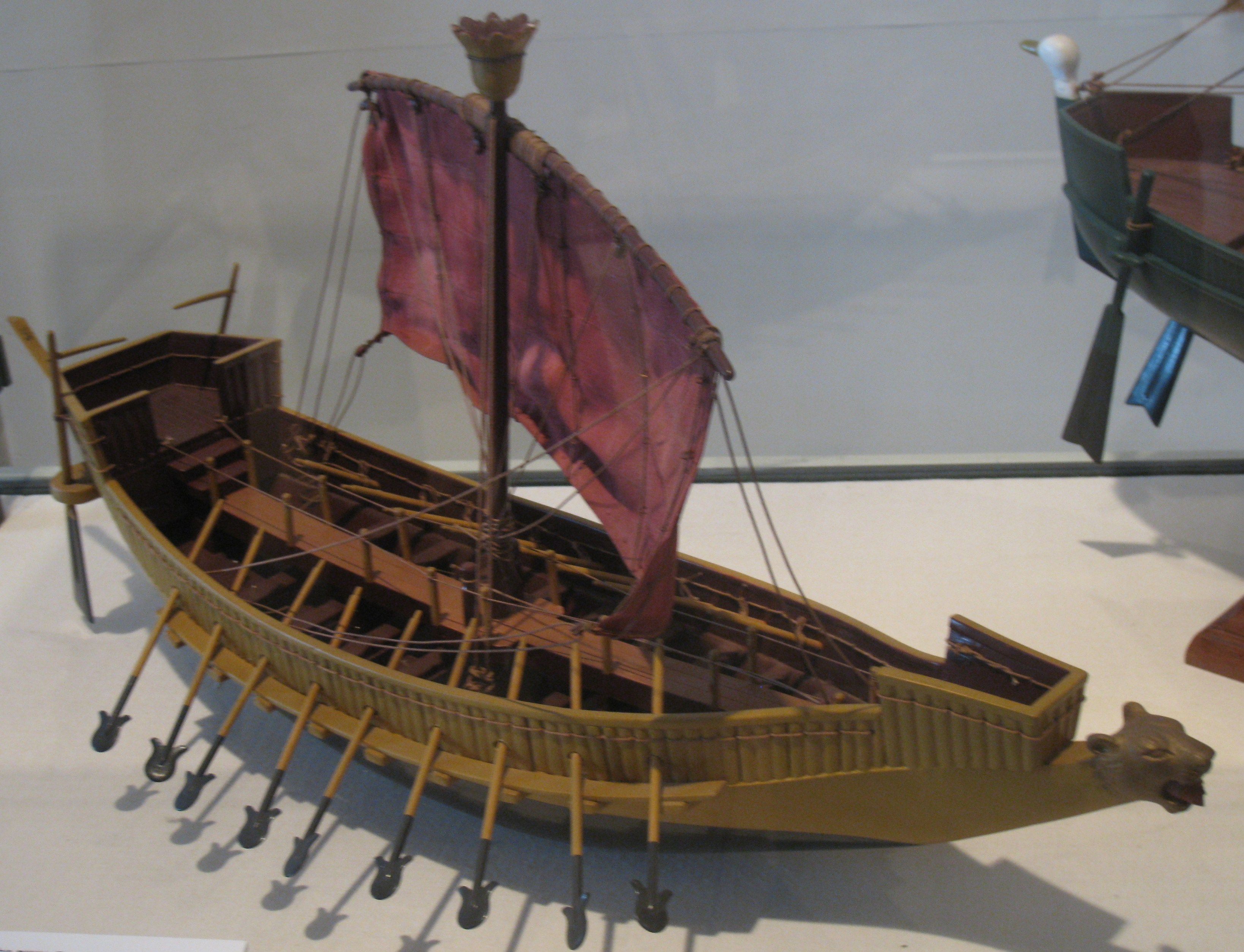
Modello di una nave da guerra di Ramesse III.

Al termine del Secondo Periodo Intermedio, l'efficiente pratica della guerra fluviale fu particolarmente utile agli egizi per arginare il potere degli hyksos nel Delta del Nilo prima (v. le operazioni anfibie di Kamose contro il porto di Avaris) e contro i c.d. popoli del Mare poi (v. c.d. "Battaglia del Delta del Nilo" di Ramesse III). L'estendersi dell'autorità dei faraoni della XVIII dinastia su buona parte del Levante amplificò poi il ruolo tattico della marina: v.si realizzazione del nuovo porto di Menfi (il c.d. Peru-nefer, lett. "[Porto] del Buon Viaggio") da parte di Thutmose III.
Le navi egizie, in base alle immagini pervenuteci, erano di due tipologie: 
1. zattere di giunco; e
2. navigli veri e propri in legno di cedro appositamente importato da Biblo (Canaan).[44]

Le navi utilizzate per scopi militari erano del secondo tipo: imbarcazioni ad un albero, con timone governabile da un solo uomo, prive di chiglia, con banchi di rematori-schiavi posizionati sotto il ponte principale. Il loro utilizzo pratico in battaglia prevedeva: a) lo spostamento di truppe/rifornimenti; b) fornire una piattaforma di tiro semovente per arcieri/frombolieri contro nemici a terra; c) lo scontro con altre navi, cioè la battaglia navale vera e propria. Famosa era la tattica egizia di agganciare le navi nemiche con dei lunghi rampini per avvicinarle agli arcieri a bordo. Tutto il personale imbarcato disimpegnava sia mansioni da marinaio sia, all'occorrenza, da guerriero: gli egizi non disponevano quindi di specifiche unità di "fanteria di marina" distinte dai marinai veri e propri.

### Fortificazioni e Guerra d'assedio

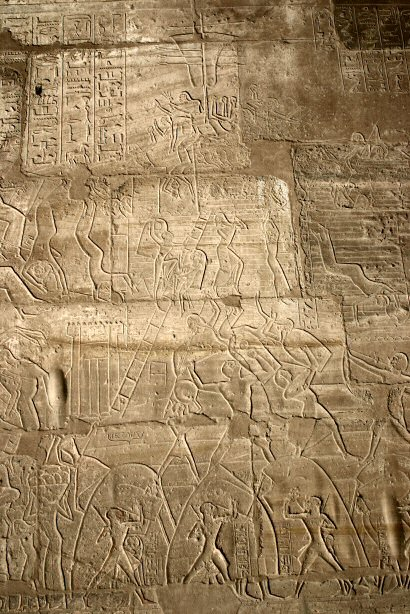
L'assedio di Dapur - Ramesseum.

Già in epoca predinastica dei fortilizi erano stati costruiti per difendere la fertile Valle del Nilo dagli attacchi di libici e nubiani provenienti dal deserto. Gli antichi reperti figurativi ci mostrano spesso scene d'assedi a fortezze: es. v.si la Tavoletta di Narmer. Non mancano poi i resti di antiche fortificazioni: es. le città gemelle di Nekheb e Ieracompoli, sulle due sponde del Nilo, erano circondante da mura.
Durante l'Antico Regno queste fortificazioni si standardizzarono in un modello: mura esterne rettangolari (alte anche 10 m), con lesene che le articolavano in una teoria di aggetti e rientranze nelle quali erano ricavate le porte a due battenti, e cittadelle; tutto era costruito in mattoni di fango poi coperti da calcare bianco (ottenuto per es. dalla pietra di Tura); un fossato circondava le mura. Fortezze costruite in questo modo erano presenti ad Adibo e a Menfi (il famoso "Muro Bianco" la cui costruzione è attribuita a Narmer) e funsero da modello per lo sviluppo dell'apparato architettonico/decorativo chiamato "facciata di palazzo" che caratterizzerà tutta l'architettura egizia e che venne ripreso già nel recinto funebre intorno alla Piramide a gradoni di Djoser.

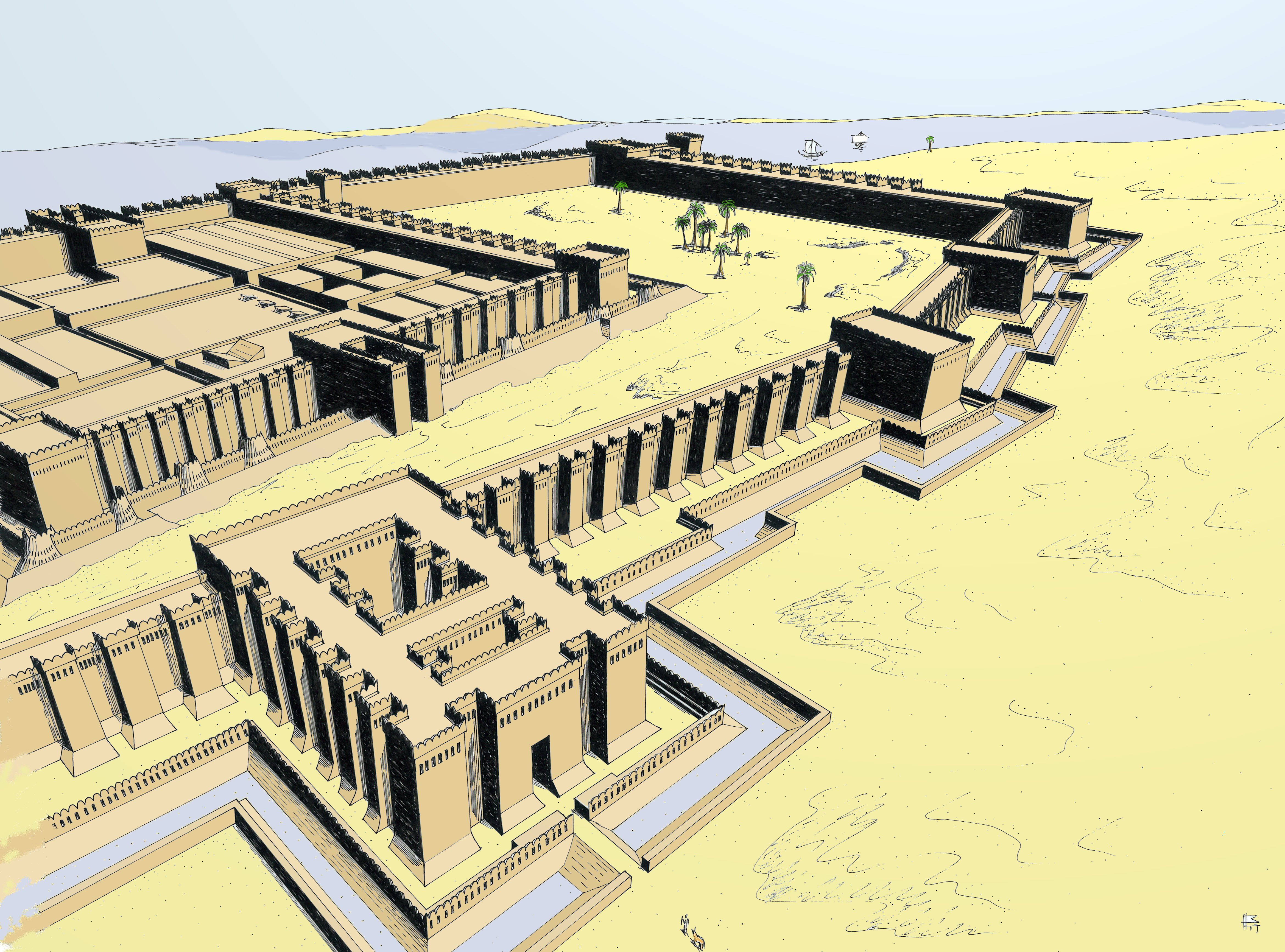
Ricostruzione delle fortificazioni dell'avamposto egizio a Buhen.

Durante il Medio Regno, l'Egitto occupò gran parte della Nubia, fino alla seconda cateratta del Nilo, e costruì un sistema di enormi castelli di mattoni nei territori occupati, con mura e bastioni a doppio corpo: Buhen (una rocca di 150 m per una superficie coperta di 13.000 mq, con mura alte 10 m e spesse 5 m), le rocche gemelle di Semna e Kumma (il confine che, per decreto di Sesostri III, «A nessun lavoratore nero è permesso superare [...] tranne se porta con sé bovini, capre o pecore»), ecc.

La struttura delle fortezze era inalterata rispetto all'Antico Regno: costruzioni in mattoni crudi coperti di calce per ottenere l'effetto "Muro Bianco" e lavorati a "facciata di palazzo"; mura alte fino a 10 m, di spessore variabile tra i 4 e gli 8 m, circondate da fossato; ecc.
Nei tumultuosi due secoli del Secondo Periodo Intermedio, la costruzione di fortezze interessò le terre interne al vecchio impero: la capitale hyksos di Avari, importante centro portuale del Basso Egitto già nel Medio Regno, venne protetta da un'imponente fortezza con mura spesse 8 m.
Durante il Nuovo Regno, il ricorso alle fortificazioni limitanee, ben sperimentate nei secoli precedenti in Nubia, s'intensificò con l'ampliarsi dei confini imperiali, specialmente lungo la rotta che raggiungeva il Sinai. Ogni fortificazione aveva una guarnigione permanente con un buon numero di coscritti. La fortezza, con le sue pertinenze, assolveva diverse funzioni come già riscontrato per le fortezze del Medio Regno: avamposto, caserma, ufficio postale, guardia di frontiera, dogana, centro di deposito per i servizi logistici dell'esercito in marcia. I viaggiatori erano rigorosamente controllati e gli impiegati prendevano nota di tutto. La guarnigione, specialmente nei fortilizi lungo la strada per il Sinai ed il Libano, era inoltre responsabile di scortare le carovane commerciali.

Il contatto con le civiltà della Mezzaluna fertile giovò enormemente all'architettura militare egizia, facendo acquisire ai faraoni migliorie tecniche per le loro fortezze superando lo standard utilizzato nei periodi precedenti: es. il corpo di guardia turrito tipo "migdol", tipico delle architetture asiatiche, ben esemplificato nel tempio funebre di Ramesse III a Medinet Habu.
La guerra d'assedio si sviluppò contestualmente al sistema delle fortificazioni ed all'avvio di campagne militari di conquista.
 
Dopo lo scontro in campo aperto, l'esercito circondava le mura della città per isolarla in un assedio e costringerla alla resa: v.si quanto occorse alla città-stato cananea di Megiddo, assediata per sette mesi da Thutmosi III dopo l'omonima battaglia. L'assedio poteva essere risolto anche con assalti risolutivi contro le fortificazioni o dando la scalata alle mura (fino ad un'altezza di 10 m) tramite scale costruite sul posto. Il ricorso alle scale, facilmente rovesciabili dagli assediati, obbligava giocoforza a coprire la salita delle truppe d'assalto con un fitto tiro d'arcieri che dovevano a loro volta essere protetti dagli arcieri appostati sulle mura ricorrendo a scudi o barricate. Ci sono comunque state ben testimoniate anche tattiche ben più raffinate: il c.d. "Papiro Harris" narra che Geuthy, generale di Thutmosi III, per conquistare Giaffa prima ne uccise il sovrano attirandolo con l'inganno al campo egizio e poi nascose duecento soldati in duecento ceste per farli entrare di soppiatto nella città e conquistarla.

La raffigurazione dell'assedio di Dapur nel c.d. "Ramesseum" ci mostrano l'esercito egizio del Nuovo Regno ormai ben dotato di uno specifico equipaggiamento per la poliorcetica: grandi scudi e/o ripari collettivi semoventi; scale; arieti per sfondare le mura delle fortezze nemiche.

### Effettivi
Valutare l'effettiva consistenza numerica dell'esercito egizio è arduo. Sul finire del Regno Antico alcuni testi riportano "alcune decine di migliaia" frase che potrebbe essere interpretata come 20.000/30.000 effettivi numero compatibile con la popolazione stimata.

Un dato abbastanza preciso lo possediamo per un evento particolare: la Battaglia di Kadesh, dove Ramesse II schierò quattro divisioni ciascuna composta di 5.000 soldati, per metà circa mercenari, e dotata di 500 carri da guerra.

A questo "Esercito di campagna" andrebbero aggiunti gli effettivi, difficilmente valutabili, delle truppe delle fortezze di frontiere e quelle destinate alle mansioni di polizia interna dell'impero.

Unico altro dato numerico è quello riferito dallo storico greco Erodoto che riporta la presenza di due caste militari, i Calasiri e gli Ermobibi, aventi una consistenza numerica complessiva di 410.000 unità, un dato che gli storici moderni ritengono non realistico.

## Equipaggiamento

### Armi
I reggimenti che componevano l'armata egizia erano riconoscibili per il loro equipaggiamento: arcieri, picchieri, frombolieri e lanciatori di giavellotto o fantaccini con scure/mazza.
Le armature erano praticamente assenti nel periodo predinastico e antico: il guerriero egizio era seminudo, coperto solo dallo shendit utilizzato anche nella vita quotidiana; i comandanti si distinguevano per l'uso dei sandali ed il mantello. A partire dal Medio Regno, gli ufficiali (e il faraone) iniziarono a distinguersi per l'uso di armature in cuoio rinforzato da bronzo più o meno riccamente decorato la cui efficacia era tale, secondo Erodoto, da farne un equipaggiamento ambito dai soldati dell'Impero persiano. Nel Nuovo Regno, i faraoni vestivano in guerra un'armatura a scaglie rinforzata da pietre dure.

I copricapi avevano prevalentemente funzione di protezione termica e gli elmi veri e propri erano assenti.
La panoplia egizia comprendeva uno scudo con telaio in legno coperto da pelle di ippopotamo o gazzella (quando nelle raffigurazioni compaiono scudi rotondi si tratta di armi in uso ai mercenari Shardana, al tempo di Ramses, o Greci, nel Periodo Tardo), daghe, spade a lama diritta e a lama ricurva.
 
Le armi più antiche e più diffuse erano: 
- la mazza (si veda la Tavoletta di Narmer) e la scure (nel Medio Regno anche in foggia di bipenne, ma d'uso esclusivo degli ufficiali) dalle quali originarono numerosi scettri, simboli del faraone e delle divinità;
- la lancia;
- il bastone da lancio, originariamente utilizzato per la caccia agli uccelli acquatici, anche in foggia di boomerang;
- la frombola;
- l'arco.

La mazza, simbolo del potere del faraone, era nell'Antico Regno arma con testa di pietra prima che di metallo (si veda la cosiddetta "Mazza dello Scorpione").
La lancia, in Egitto, fu primariamente un giavellotto e solo successivamente (una volta soppiantata quale arma da lancio preferenziale dall'arco) una picca. Gli esemplari utilizzati nella lotta corpo-a-corpo, in legno, con calzuolo e lama di bronzo (successivamente di ferro), ampiamente diffusi nel Nuovo Regno come arma ausiliaria del carrista, avevano comunque dimensioni contenute (circa 160 cm), ben lontane dallo standard della dory greca. Si trattava comunque di armi "nobili", imbracciate anche dal faraone: es. le iscrizioni celebrative della vittoria di Amenofi II sui Canaaniti a Karnak.
L'arma cruciale per gli egizi fu sempre l'arco che, non a caso, ricoprì un ruolo fondamentale nella cultura egizia: lezioni di tiro con l'arco vennero raffigurate nelle tombe egizie, armate d'arco erano alcune delle divinità egizie ed i Nove archi erano il geroglifico che identificava i nemici del faraone. In origine, era un'arma semplice, con flettenti in corno di antilope e corpo di legno, lungo anche due metri. In epoca predinastica gli archi erano anche a doppia curvatura ma nell'Antico Regno lo standard fu per l'arco a curvatura singola (c.d. "self-bow"). Le frecce erano fatte di giunco, lunghe circa 80 cm, con punta in legno duro e/o selce (solo in epoca tarda nel più prezioso bronzo) e tre penne. Durante il Nuovo Regno, sempre per l'influenza degli hyksos, si diffuse nell'armata del faraone l'arco composito asiatico, solitamente importato e non fabbricato in Egitto. Il grande arco antico restò comunque in uso, anche al faraone stesso: es. Thutmosi III e Amenofi II.
La frombola era anch'essa massicciamente diffusa per la facilità di produzione. Solo in epoca tarda il fromboliere egizio si dotò di proiettili di piombo in sostituzione dei semplici sassi utilizzati per secoli.
La spada, in uso sin dall'Età del Bronzo in Egitto in forma di una lunga daga a lama diritta, non assurse a ruolo significativo per le armate egiziane sino al Secondo Periodo Intermedio. Grazie all'influsso degli hyksos si diffuse infatti tra le armate faraoniche l'uso della spada-scure semitica, il khopesh, che assurse poi al rango di attributo per talune divinità e ad elemento imprescindibile nel corredo funebre del faraone stesso (Tutankhamon venne sepolto con due khopesh). Nel corso del Nuovo Regno, il khopesh, originariamente arma a lama di bronzo, iniziò ad essere realizzato in ferro salvo poi cadere in disuso intorno al 1300 a.C.

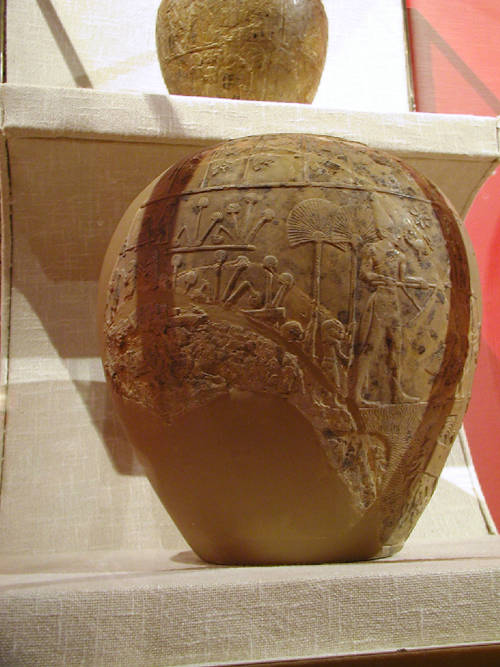
Testa di mazza appartenuta a Horo Scorpione II (3250 a.C.) - Ashmolean Museum.
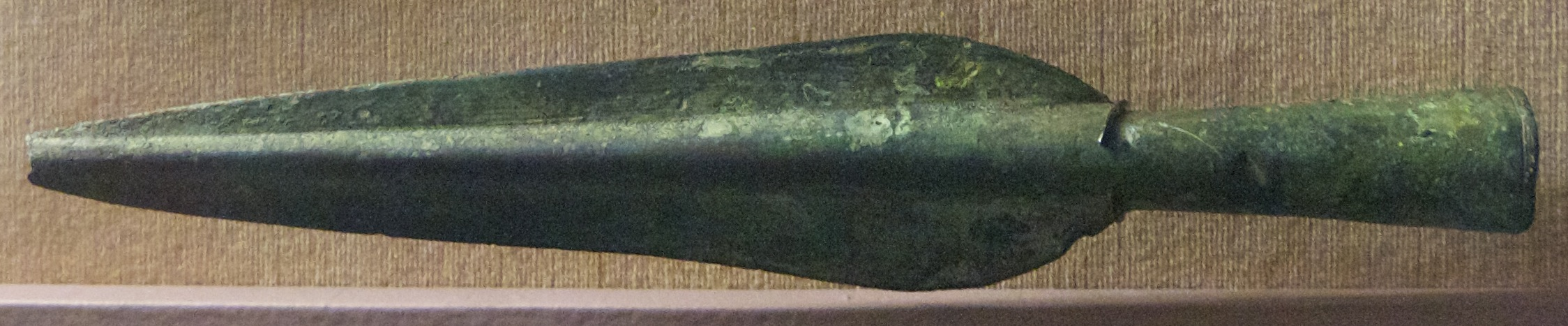
Testa di lancia in bronzo da Leontopoli, II millennio a.C. - Museo Nazionale Archeologico (Francia).
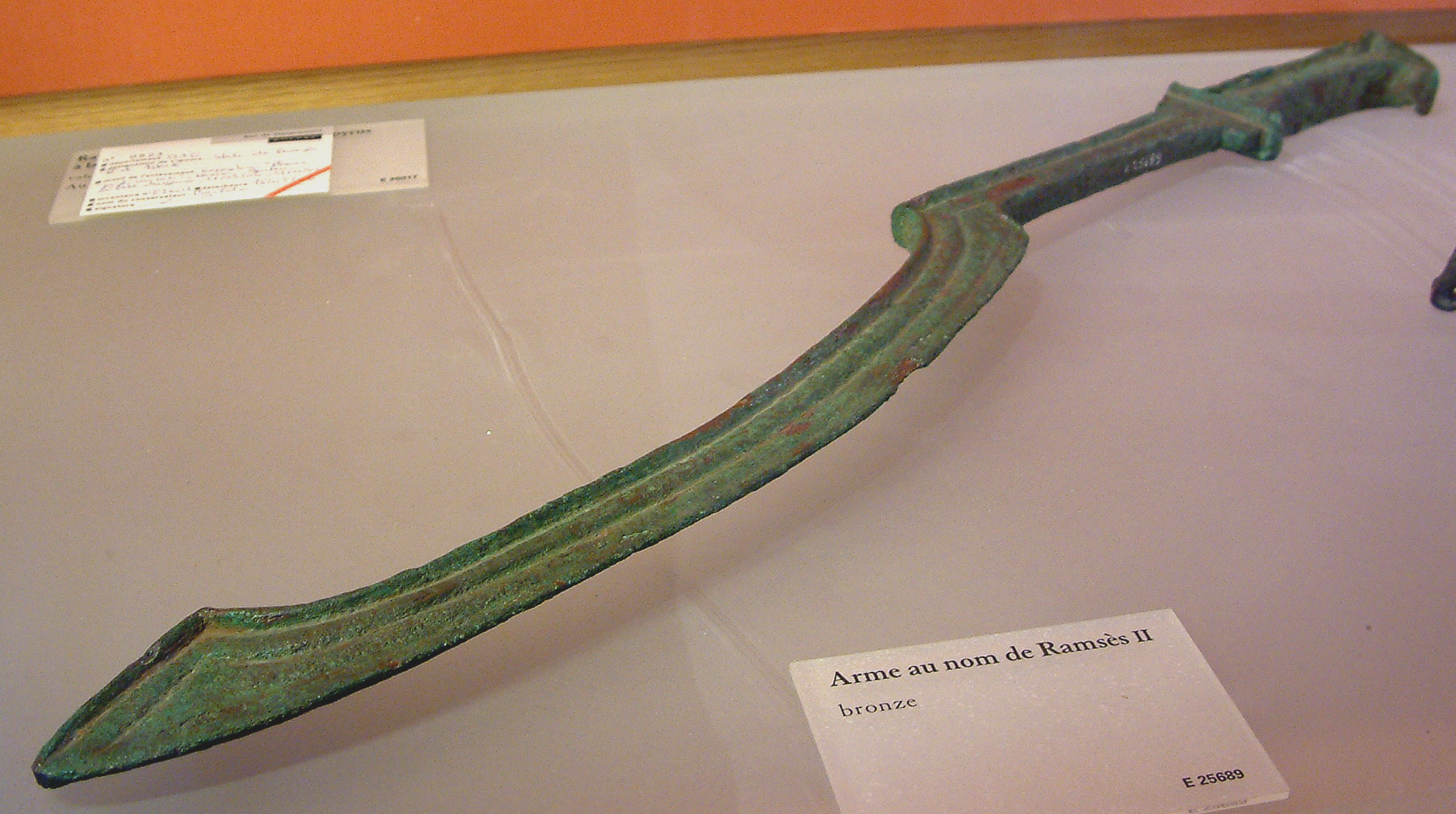
Spada-falce khopesh.
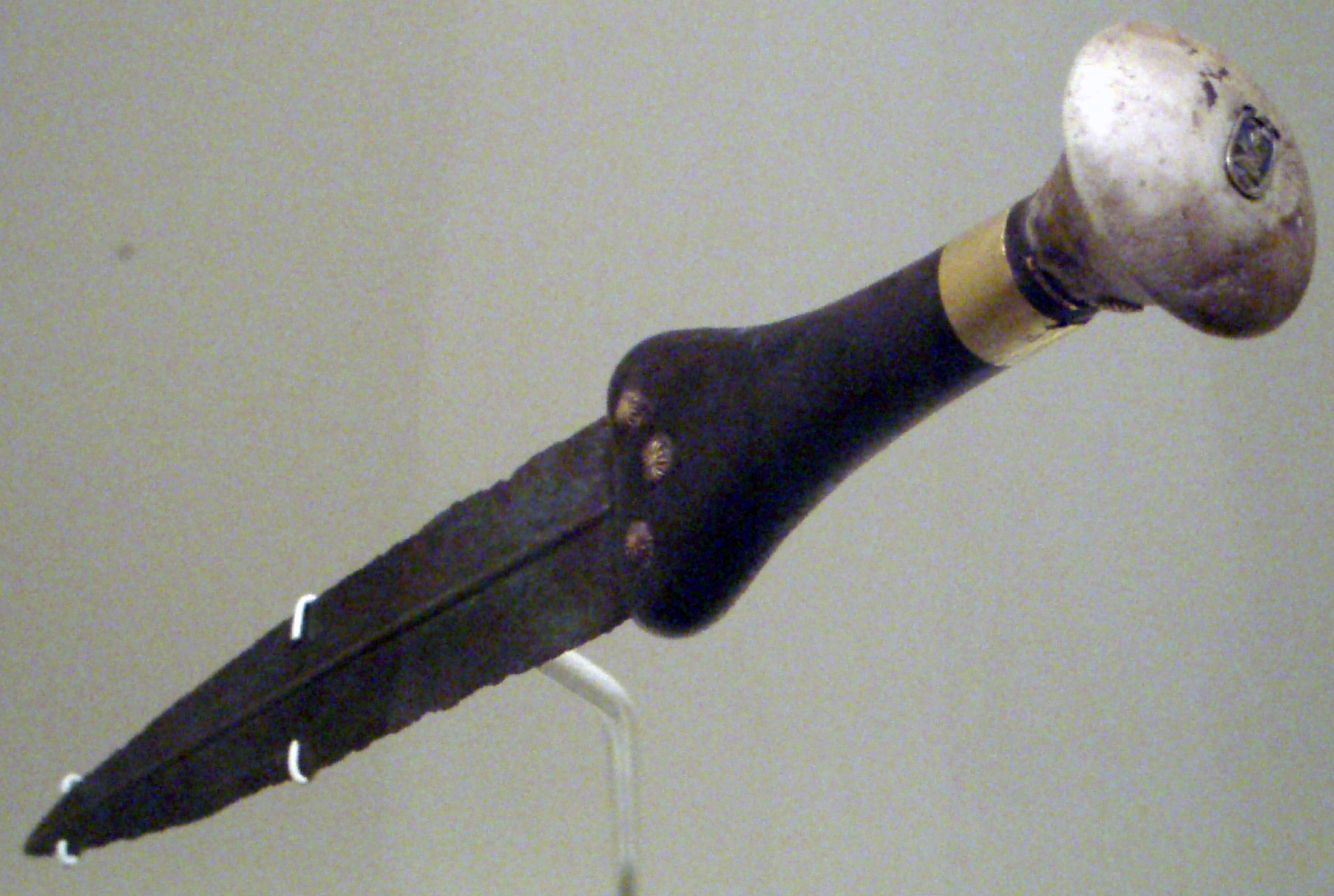
Daga bronzea recante il nome di Ahmose I, XVIII dinastia.
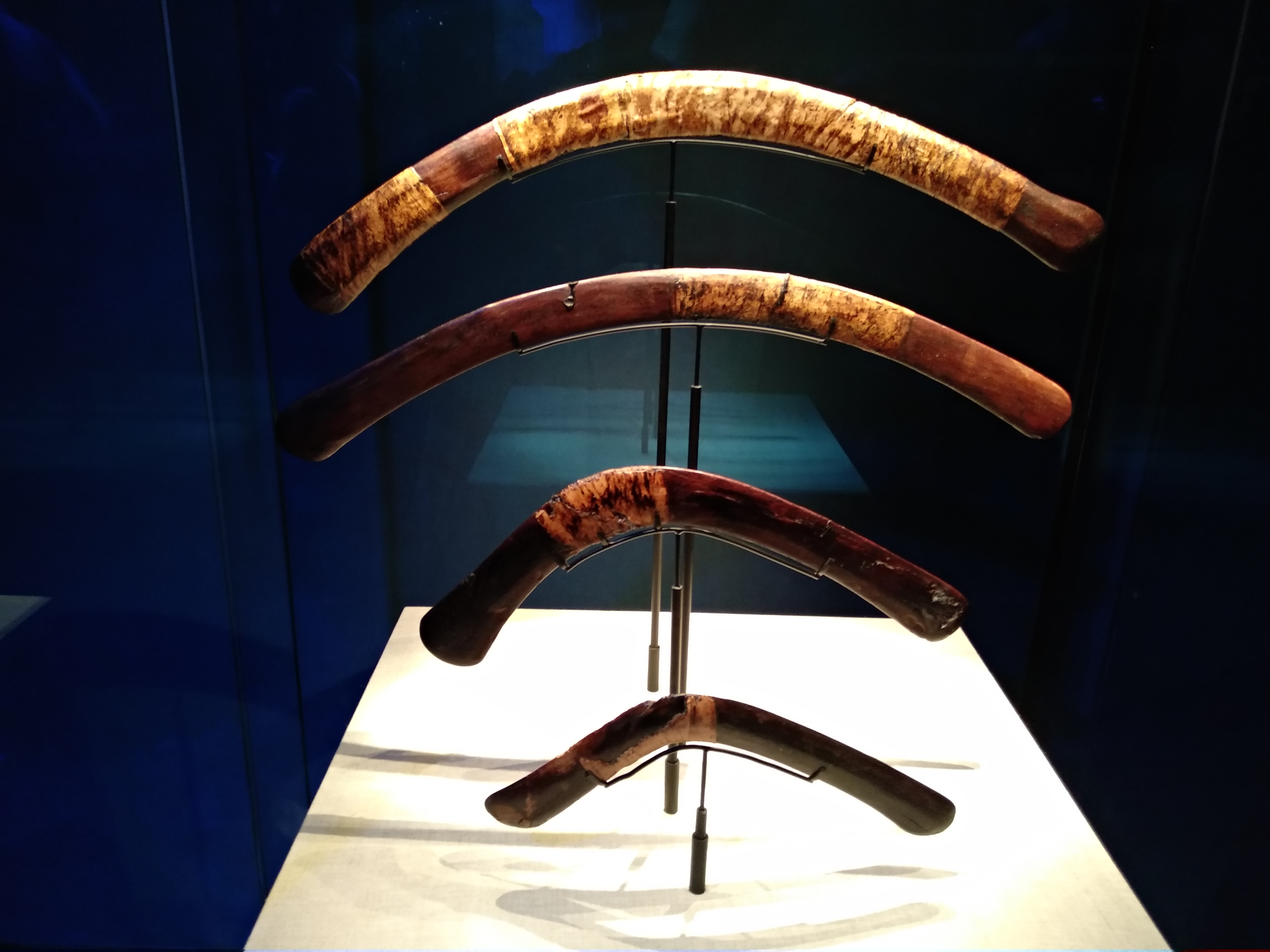
Quattro bastoni da lancio rinvenuti nella tomba del faraone Tutankhamon.

### Insegne
I Nomi d'Egitto avevano i loro simboli distintivi, solitamente legati alle divinità, e tali simboli venivano utilizzati come insegne di riconoscimento delle armate distrettuali chiamate a servire sotto il faraone. Lo stendardo del nomo consisteva in un simulacro del simbolo tutelare posto alla sommità di una pertica: es. la testa d'ariete per il distretto tebano, votato al dio Amon, o lo scarabeo per il distretto di Menfi, votato al dio Ptah. All'interno dei vari corpi d'armata esistevano poi delle insegne distintive della divisione di appartenenza: si trattava solitamente di ventagli semicircolari o rettangoli posti alla sommità di lunghe pertiche.

### Esplicative
1. ↑  Questa la versione classica nella cronaca dello storico greco Manetone vissuto in epoca tolemaica.

### Bibliografiche
1. 1 2  Svetonio, Augustus, 18 - L'Egitto fu acquistato da Ottaviano Augusto alla morte di Cleopatra VII.
2. 1 2  Healy 2005, pp. 27-28.
3. 1 2 3  Spalinger 2005, p. 8.
4. 1 2  (EN) I Shaw e P Nicholson, The Dictionary of Ancient Egypt, Harry N. Abrams Inc., 1995,  p. 197, ISBN 0-8109-9096-2.
5. ↑  (EN) IES Edwards, The early dynastic period in Egypt, Cambridge University Press, 1971,  p. 13.
6. ↑  (EN) J Cervelló-Autuori, Narmer, Menes and the seals from Abydos : Egyptology at the dawn of the twenty-first century: proceedings of the Eighth International Congress of Egyptologists, 2, The American University in Cairo Press, 2003,  p. 174, ISBN 978-977-424-714-9.
7. ↑  (EN) TC Heagy, Who Was Menes?, in Archéo-Nil, n. 24, 2014,  pp. 59-92.
8. ↑  (EN) B Brier, Daily Life of the Ancient Egyptians, A. Hoyt Hobbs, 1999,  p. 202.
9. ↑  Yadin Y (1955), The Earliest record of Egypt Military Penetration into Asia?, in Israel Exploration Journal, 5 (1), pp. 1-16.
10. ↑  Campagno M (2008), Ethnicity and Changing Relationships between Egyptians and South Levantines during the Early Dynastic Period, in Midant-Reynes [e] Tristant Y [a cura di] (2008), Egypt at its Origins, 2, Leuven, Peeters, ISBN 978-90-429-1994-5, pp. 695-96.
11. 1 2  de Miroschedji P (2004), Sakan, Tell Es-, in Stern E, Geva H, Paris A [a cura di], The new Encyclopedia of Archaeological Excavations in the Holy Land : Supplementary Volume, 5, pp. 2028-29.
12. ↑  Ciałowicz KM (2001), La naissance d'un royaume : L’Egypte dès la période prédynastique à la fin de la Ière dynastie, Cracovia, Institute of Archaeology, Jagiellonian University, ISBN 83-7188-483-4, pp. 97-98.
13. ↑  Hoffman MA (1980), Egypt before the pharaohs : The prehistoric foundations of Egyptian Civilization, Londra, Routledge and Kegan Paul, ISBN 0-7100-0495-8, pp. 312-326.
14. ↑  Kahl J (2007), Ober- und Unterägypten: Eine dualistische Konstruktion und ihre Anfänge, in Rainer A [a cura di] (2007), Räume und Grenzen: Topologische Konzepte in den antiken Kulturen des östlichen Mittelmeerraums, Monaco di Baviera, Utz, ISBN 3-8316-0699-4, p. 16.
15. ↑  Benson 1995.
16. 1 2  (EN) Ancient Egyptian Culture: Paleolithic Egypt, su Emuseum, Minnesota, Minnesota State University. URL consultato il 13 aprile 2012 (archiviato dall'url originale il 1º giugno 2010).
17. 1 2  Wilson J (1956), The Culture of Ancient Egypt, University of Chicago Press, p. 186.
18. 1 2  Traunecker C (2001), The Gods of Egypt , Cornell University Press, p. 29.
19. ↑  Darrell DB (2008), The Encyclopedia of the Pharaohs: Volume I - Predynastic to the Twentieth Dynasty 3300–1069 BC, Stacey International, ISBN 978-1-905299-37-9, pp. 141-142.
20. ↑  Rare Egyptian "Warrior" Tomb Found, National Geographic.
21. ↑  Soliman R (2009), Old and Middle Kingdom Theban Tombs, Londra, ISBN 978-1-906137-09-0, pp. 92-95.
22. ↑  Callender G (2000), The Middle Kingdom Renaissance, in Shaw I [a cura di] (2000), The Oxford History of Ancient Egypt, Oxford University Press, ISBN 0-19-815034-2, p. 140.
23. ↑  Clayton P (1994), Chronicle of the Pharaohs, Thames & Hudson Ltd, p. 80.
24. ↑  Oren E [a cura di] (1997), The Hyksos: New Historical and Archaeological Perspectives, University of Pennsylvania; Booth C (2005), The Hyksos Period in Egypt, Shire Egyptology, ISBN 0-7478-0638-1, p. 10; Callender G, The Middle Kingdom Renaissance, in Shaw I [a cura di] (2003), The Oxford History of Ancient Egypt, Oxford University Press, ISBN 978-0-19-280458-7, p. 157.
25. ↑  Winlock HE (1947), The Rise and Fall of the Middle Kingdom in Thebes, Macmillan
26. ↑  Healy 2005, p. 37.
27. 1 2  Spalinger 2005, pp. 6-7.
28. ↑  Healy 2005, pp. 37-88.
29. ↑  Informazioni fornite dal c.d. "Papiro Harris" del British Museum.
30. ↑   S. Donadoni, L'Egitto dall'epoca tarda al periodo tolemaico, Jaca Book, 2005,  p. 21, ISBN 88-164-3634-4.
31. ↑  Darnell e Menassa 2008, p. 60.
32. ↑  Darnell e Menassa 2008, pp. 60-63.
33. ↑  Spalinger 2005, p. 7.
34. ↑  Erodoto, Storie, II, 168.
35. ↑  Steindorff e Seele 1957, p. 28.
36. 1 2  Darnell e Menassa 2008, pp. 63-65.
37. ↑  Spalinger 2005, p. 36.
38. ↑  Darnell e Menassa 2008, p. 65.
39. ↑  Spalinger 2005, p. 6.
40. 1 2  (EN) RO Faulkner, Egyptian Military Standards, in The Journal of Egyptian Archaeology, n. 27, 1941,  pp. 12-18.
41. ↑  Darnell e Menassa 2008, pp. 65-66.
42. ↑  Cottrell 1968.
43. ↑  (EN) T Dothan e M Dothan, People of the Sea: The search for the Philistines, NY, Scribner, 1992,  p. 23, ISBN 0-02-532261-3.
44. ↑  (EN) Kostas Papadoupolos, Naval Warfare, NY, Rays, 2001.
45. ↑  Shaw 1991.
46. ↑  McDermott 2004, p. 43.
47. ↑  Damiano-Appia M (1996), Dizionario enciclopedico dell'antico Egitto e delle civiltà nubiane, Mondadori, ISBN 88-7813-611-5, p. 228.
48. ↑  Bietak M (2009), Perunefer : the principal New Kingdom naval base, in Egyptian Archaeology, 34, pp. 15-17: Idem, The aftermath of the Hyksos in Avaris, in Culture contacts and the making of cultures, pp 19-66.
49. ↑  McDermott 2004, p. 44.
50. ↑  Western AC [e] McLeod W (1995), Woods Used in Egyptian Bows and Arrows, in The Journal of Egyptian Archaeology, 81: pp. 77-94.
51. ↑  Burton, Richard (1884), The Book of the Sword, Londra, Chatto & Windus, p. 171.
52. ↑  Loades M (2010), Swords and Swordsmen, Pen & Sword Military, ISBN 978-1-84884-133-8, pp. 1-21.
53. ↑  v.si Tavoletta di Narmer.

### Studi
In italiano
- Grimal N, Storia dell'antico Egitto, 9. ed., Roma-Bari, Laterza, 2011, ISBN 978-88-420-5651-5.
- (EN) Harmand J, L'arte della guerra nel mondo antico, Newton Compton editori, 1978.

In altre lingue
- (EN) Benson DS, Ancient Egypt’s Warfare : A survey of armed conflict in the chronology of ancient Egypt, 1600 BC-30 BC, Ashland (Ohio), Bookmasters Inc., 1995.
- (EN) Cottrell L, Warrior Pharaohs, Londra, Evans Brothers Ltd., 1968.
- (EN) JC Darnell e C Menassa, TutanKhamun's Armies, John Wiley and Sons Inc., 2008.
- (EN) Healy M, Qadesh 1300 BC, Osprey Publishing, 2005.
- (EN) McDermott B, Warfare in Ancient Egypt, Sutton Publishing, 2004, ISBN 0-7509-3291-0.
- (EN) Schulman AR, Egyptian Representations of Horsemen and Riding in the New Kingdom, in Journal of Near Eastern Studies, vol. 16, n. 4, 1957,  pp. 263-271.
- (EN) Shaw I, Egyptian warfare and weapons, Buckinghamshire, Shire Publications, 1991.
- (EN) Spalinger AJ, War in Ancient Egypt, Malden (MA), Blackwell Publishing, 2005.
- (EN) Steindorff G e Seele KC, When Egypt Ruled the East, University of Chicago Press, 1957.
- (EN) Tirard HM, The Soldiers of Ancient Egypt, in The Journal of Egyptian Archaeology, vol. 2, n. 4, 1915,  pp. 229-233.